# Ейрік I Кривава Сокира
Ейрік I «Кривава Сокира» Гаральдсон (давньоскан. Eiríkr blóðøx, норв. Eirik Blodøks) — скандинавський правитель, вважається королем Норвегії з 930 по 934 рік, та одним з останніх незалежних правителів королівства Нортумбрія. Представник династії Інглінгів.